# Banumukkala
Banumukkala es una ciudad censal situada en el distrito de Kurnool en el estado de Andhra Pradesh (India). Su población es de 14307 habitantes (2011). Se encuentra a 61 km de Kurnool y a 304 km de Bangalore. 

## Demografía
Según el censo de 2011 la población de Banumukkala era de 14307 habitantes, de los cuales 7332 eran hombres y 6975  eran mujeres. Banumukkala tiene una tasa media de alfabetización del 66,65%, inferior a la media estatal del 67,02%: la alfabetización masculina es del 76,46%, y la alfabetización femenina del 54,37%.